# Nati nel 1992/Settembre
| Questa pagina contiene informazioni ricavate automaticamente dalle voci biografiche con l'ausilio del template Bio e di un bot. L'aggiornamento è periodico e automatico e ricostruisce completamente la pagina. Se manca una persona in questa lista, sei pregato di non aggiungerla, ma accertati piuttosto che la sua voce biografica contenga il template Bio e che i dati anagrafici siano correttamente compilati. Se il template Bio manca, inseriscilo tu stesso o, in alternativa, metti l'avviso {{tmp\|Bio}} che ne segnala la mancanza. Se i dati riportati sono sbagliati, correggi direttamente la voce biografica; le modifiche saranno visibili in questa lista entro pochi giorni. Per chiarimenti vedi il progetto biografie. La lista contiene solo le 470 persone che sono citate nell'enciclopedia e per le quali è stato implementato correttamente il template Bio. Pagina aggiornata al 10 ago 2025. |

- 1º settembre - Cristiano Biraghi, calciatore italiano
- 1º settembre - Morato, calciatore brasiliano
- 1º settembre - Jurica Grgec, ex calciatore croato
- 1º settembre - Kirani James, velocista grenadino
- 1º settembre - Casey Knight, pallavolista canadese
- 1º settembre - Maximiliano Martínez, calciatore argentino
- 1º settembre - Egidijus Mockevičius, cestista lituano
- 1º settembre - Nana Poku, ex calciatore ghanese
- 1º settembre - Teaonui Tehau, calciatore francese
- 1º settembre - Guilherme Toldo, schermidore brasiliano
- 1º settembre - Baptiste Valette, calciatore francese
- 1º settembre - Woo Hye-lim, cantante, modella e chitarrista sudcoreana
- 1º settembre - Martijn Wydaeghe, copilota di rally belga
- 2 settembre - Sergio Aguza, calciatore spagnolo
- 2 settembre - Madilyn Bailey, cantautrice statunitense
- 2 settembre - Nika Barič, cestista slovena
- 2 settembre - Jorge Daniel Benítez, calciatore paraguaiano
- 2 settembre - Clarence Bitang, calciatore camerunese
- 2 settembre - Thekla Brun-Lie, ex biatleta norvegese
- 2 settembre - Andreja Efremov, calciatore macedone
- 2 settembre - Jim Gottfridsson, pallamanista svedese
- 2 settembre - Jin Min-sub, astista sudcoreano
- 2 settembre - Toni Jović, calciatore croato
- 2 settembre - Xenia Knoll, tennista svizzera
- 2 settembre - Philipp Kühn, calciatore tedesco
- 2 settembre - Neva Leoni, attrice italiana
- 2 settembre - Nenad Lukić, calciatore serbo
- 2 settembre - Emiliano Martínez, calciatore argentino
- 2 settembre - Alberto Masi, calciatore italiano
- 2 settembre - Josh Meekings, calciatore inglese
- 2 settembre - Javier Mendoza, calciatore argentino
- 2 settembre - Rae Morris, cantautrice britannica
- 2 settembre - Scott Quigley, calciatore e ex giocatore di calcio a 5 inglese
- 2 settembre - Katie Rood, calciatrice neozelandese
- 3 settembre - August Alsina, cantautore statunitense
- 3 settembre - Juniel, cantautrice sudcoreana
- 3 settembre - Sara Da Col, lottatrice italiana
- 3 settembre - Cameron Fleming, giocatore di football americano statunitense
- 3 settembre - Axelle Gachet-Mollaret, scialpinista e fondista di corsa in montagna francese
- 3 settembre - Unai García Lugea, calciatore spagnolo
- 3 settembre - Aleksandar Glišić, calciatore bosniaco
- 3 settembre - Nick Hargrove, attore statunitense
- 3 settembre - Sachie Ishizu, tennista giapponese
- 3 settembre - Sebastian Lletget, calciatore statunitense
- 3 settembre - Sakshi Malik, lottatrice indiana
- 3 settembre - Marko Petković, calciatore serbo
- 3 settembre - Jurgen Pisani, calciatore maltese
- 3 settembre - Shōta Sometani, attore giapponese
- 4 settembre - Alessio Bernabei, cantante italiano
- 4 settembre - Eduard Michael Grosu, ciclista su strada rumeno
- 4 settembre - Sara Hector, sciatrice alpina svedese
- 4 settembre - Osku Heinonen, cestista finlandese
- 4 settembre - Layvin Kurzawa, calciatore francese
- 4 settembre - Kevin Lee, artista marziale misto statunitense
- 4 settembre - Park Eun-bin, attrice sudcoreana
- 4 settembre - Gerónimo Poblete, calciatore argentino
- 4 settembre - Banuve Tabakaucoro, velocista figiano
- 4 settembre - César Valenzuela, calciatore cileno
- 4 settembre - Leonardo Wirz, giocatore di football americano svizzero
- 4 settembre - Kim Ye-ji, tiratrice a segno sudcoreana
- 4 settembre - Viktoriya Zyabkina, velocista kazaka
- 5 settembre - Brandon Allen, giocatore di football americano statunitense
- 5 settembre - Cedrick Bowen, cestista statunitense
- 5 settembre - Valeria Fedrighi, rugbista a 15 italiana
- 5 settembre - Teimana Harrison, rugbista a 15 neozelandese
- 5 settembre - Daimara Lescay, pallavolista cubana
- 5 settembre - Alexander Mühling, calciatore tedesco
- 5 settembre - Axel William Patricksson, ex sciatore alpino norvegese
- 5 settembre - Rachele Peretti, calciatrice italiana
- 5 settembre - Nicolás Prieto, calciatore uruguaiano
- 5 settembre - Jessika Alair Soares, taekwondoka svedese
- 5 settembre - Kristijan Toševski, calciatore macedone
- 5 settembre - Aleksandar Trajkovski, calciatore macedone
- 5 settembre - Seth Tuttle, ex cestista statunitense
- 6 settembre - Shavez Hart, velocista bahamense († 2022)
- 6 settembre - Niki Hendriks, pallavolista italiano
- 6 settembre - Hassan Kadesh, calciatore saudita
- 6 settembre - Keum Sae-rok, attrice sudcoreana
- 6 settembre - Tom Pietermaat, calciatore belga
- 6 settembre - Anna Prakaten, canottiera bielorussa
- 6 settembre - Ryan Shazier, ex giocatore di football americano statunitense
- 6 settembre - Jean Christ Wajoka, calciatore francese
- 7 settembre - Tove Alexandersson, orientista, sci orientista e scialpinista svedese
- 7 settembre - Gastón Brugman, calciatore uruguaiano
- 7 settembre - Karl Cochran, ex cestista statunitense
- 7 settembre - Marius Cozmiuc, canottiere rumeno
- 7 settembre - Daniel Devine, calciatore nordirlandese
- 7 settembre - Tomislav Duka, calciatore croato
- 7 settembre - Kenki Fukuoka, rugbista a 15 e ex rugbista a 7 giapponese
- 7 settembre - Martin Hinteregger, calciatore austriaco
- 7 settembre - Gizem Karaca, attrice e modella turca
- 7 settembre - Sam Kendricks, astista statunitense
- 7 settembre - Kesi, rapper danese
- 7 settembre - Aleksej Lucenko, ciclista su strada kazako
- 7 settembre - Enmy Peña, calciatore dominicano
- 7 settembre - Lalrindika Ralte, ex calciatore indiano
- 7 settembre - Alexandra Szarvas, allenatrice di calcio e ex calciatrice ungherese
- 8 settembre - Bernard Duarte, calciatore brasiliano
- 8 settembre - Temi Fagbenle, cestista statunitense
- 8 settembre - Paul Fentz, ex pattinatore artistico su ghiaccio tedesco
- 8 settembre - Leonard Floyd, giocatore di football americano statunitense
- 8 settembre - Sakiko Ikeda, calciatrice giapponese
- 8 settembre - Michał Jakóbowski, calciatore polacco
- 8 settembre - Fabio Kaufmann, calciatore tedesco
- 8 settembre - Jay McCarthy, ex ciclista su strada australiano
- 8 settembre - Nino Niederreiter, hockeista su ghiaccio svizzero
- 8 settembre - Alice Sinno, velista italiana
- 8 settembre - Za'Darius Smith, giocatore di football americano statunitense
- 9 settembre - Frida Amundsen, cantante norvegese
- 9 settembre - Evan Bruinsma, cestista statunitense
- 9 settembre - Patrick Farkas, calciatore austriaco
- 9 settembre - Ezekiel Fryers, ex calciatore inglese
- 9 settembre - Madiea Ghafoor, velocista olandese
- 9 settembre - Aboud Omar, calciatore keniota
- 9 settembre - Philipp Klement, calciatore tedesco
- 9 settembre - Rick Lovato, giocatore di football americano statunitense
- 9 settembre - Giuli Manjgaladze, calciatore georgiano
- 9 settembre - Damian McGinty, cantante e attore britannico
- 9 settembre - Ibrahim Obayomi, calciatore nigeriano
- 9 settembre - Dylan Potts, giocatore di football americano statunitense
- 9 settembre - Vitalij Puchkalo, fondista kazako
- 9 settembre - Solène Rigot, attrice francese
- 9 settembre - Gonzalo Romero, hockeista su pista argentino
- 9 settembre - Ahmed El Sheikh, calciatore egiziano
- 9 settembre - Eldos Smetov, judoka kazako
- 9 settembre - Panagiōtīs Triadīs, ex calciatore greco
- 9 settembre - Kamil Zapolnik, calciatore polacco
- 10 settembre - Muhamed Bešić, calciatore tedesco
- 10 settembre - Jake Brendel, giocatore di football americano statunitense
- 10 settembre - Nathan Coenen, attore australiano
- 10 settembre - İlhan Depe, calciatore turco
- 10 settembre - Kevin Gissi, calciatore svizzero
- 10 settembre - Kirill Gocuk, calciatore russo
- 10 settembre - Marko Gujaničić, ex cestista serbo
- 10 settembre - Fredrik Gulbrandsen, calciatore norvegese
- 10 settembre - Ricky Ledo, cestista statunitense
- 10 settembre - Dylan Llewellyn, attore britannico
- 10 settembre - Ayub Masika, calciatore keniota
- 10 settembre - Magomed Mitrišev, ex calciatore russo
- 10 settembre - Shauna Peare, calciatrice irlandese
- 10 settembre - Wiselet Saint-Louis, calciatore haitiano
- 10 settembre - Aaron White, cestista statunitense
- 10 settembre - Lisanne de Witte, velocista olandese
- 11 settembre - Aldin Čajić, calciatore bosniaco
- 11 settembre - Sandro Cavazza, cantautore svedese
- 11 settembre - María Gabriela de Faría, attrice venezuelana
- 11 settembre - Cheick Doukouré, calciatore ivoriano
- 11 settembre - Aaron Geramipoor, cestista britannico
- 11 settembre - Kaja Jerina, calciatrice slovena
- 11 settembre - Eric Katenda, cestista francese
- 11 settembre - Damontre Moore, giocatore di football americano statunitense
- 11 settembre - Damián Morales, ex calciatore argentino
- 11 settembre - Eilidh Simpson, cestista australiana
- 11 settembre - Yoshinori Suzuki, calciatore giapponese
- 12 settembre - Abdiel Ayarza, calciatore panamense
- 12 settembre - Mihai Dobrescu, calciatore rumeno
- 12 settembre - Alexia Fast, attrice canadese
- 12 settembre - Bernie Ibini-Isei, calciatore nigeriano
- 12 settembre - Giannelli Imbula, calciatore congolese (Repubblica Democratica del Congo)
- 12 settembre - David Kravish, cestista statunitense
- 12 settembre - William Lundin, allenatore di calcio e ex calciatore svedese
- 12 settembre - Mahmood, cantautore e paroliere italiano
- 12 settembre - Leandro Maygua, calciatore boliviano
- 12 settembre - Ragnhild Mowinckel, ex sciatrice alpina norvegese
- 12 settembre - Yusuf Otubanjo, calciatore nigeriano
- 12 settembre - Hernán Rivero, calciatore argentino
- 12 settembre - Johannes Strolz, sciatore alpino austriaco
- 13 settembre - Dellafuente, rapper spagnolo
- 13 settembre - Marko Gobeljić, calciatore serbo
- 13 settembre - Alexander González, calciatore venezuelano
- 13 settembre - Yonatan Jordan Mosquera, calciatore colombiano
- 13 settembre - Vasilios Konstantinou, altista cipriota
- 13 settembre - Filip Najdovski, calciatore macedone
- 13 settembre - Saif Rashid, calciatore emiratino
- 13 settembre - Rachel Rowe, calciatrice gallese
- 13 settembre - Valentina Ruzza, rugbista a 15 italiana
- 13 settembre - Salem Sultan, calciatore emiratino
- 13 settembre - Tiziana Veglia, ex pallavolista italiana
- 13 settembre - Darren Waller, giocatore di football americano statunitense
- 14 settembre - Connor Fields, ciclista di BMX statunitense
- 14 settembre - Penelope Ford, wrestler statunitense
- 14 settembre - Blake Garrett, attore statunitense
- 14 settembre - Nick Hagglund, calciatore statunitense
- 14 settembre - Laurent Henkinet, ex calciatore belga
- 14 settembre - Kirsten Knip, pallavolista olandese
- 14 settembre - Corlia Kruger, ex multiplista namibiana
- 14 settembre - Joe Lawson, cestista statunitense
- 14 settembre - Jameel McKay, cestista statunitense
- 14 settembre - Marc McNulty, calciatore scozzese
- 14 settembre - Filip Nguyen, calciatore ceco
- 14 settembre - EJ Parnell, ex giocatore di football americano statunitense
- 14 settembre - Michal Reichl, calciatore ceco
- 14 settembre - Renê Rodrigues Martins, calciatore brasiliano
- 14 settembre - Cassie Sharpe, sciatrice freestyle canadese
- 14 settembre - Bruno da Silva Fonseca, calciatore brasiliano
- 14 settembre - Ronny J, produttore discografico e rapper statunitense
- 14 settembre - Karl Toko Ekambi, calciatore camerunese
- 14 settembre - Danielle Williams, ostacolista giamaicana
- 14 settembre - Marquess Wilson, giocatore di football americano statunitense
- 15 settembre - Mohammed Al-Breik, calciatore saudita
- 15 settembre - Camélia Jordana, cantante e attrice francese
- 15 settembre - Dicle Babat, pallavolista turca
- 15 settembre - Càndid Ballart, hockeista su pista spagnolo
- 15 settembre - Shilton D'Silva, calciatore indiano
- 15 settembre - Ghislain Guessan, calciatore francese
- 15 settembre - Jani Jeliazkov, pallavolista bulgaro
- 15 settembre - Marco Legovich, allenatore di pallacanestro italiano
- 15 settembre - Azmeraw Mengistu, maratoneta e mezzofondista etiope
- 15 settembre - Christopher Milton, giocatore di football americano statunitense
- 15 settembre - Katherine Plouffe, cestista canadese
- 15 settembre - Michelle Plouffe, cestista canadese
- 15 settembre - Bishop Sankey, ex giocatore di football americano statunitense
- 15 settembre - Sun Yanan, lottatrice cinese
- 15 settembre - Jasper Tissen, canottiere olandese
- 16 settembre - Iliass Bel Hassani, calciatore olandese
- 16 settembre - Valentin Belaud, pentatleta francese
- 16 settembre - Vytenis Čižauskas, cestista lituano
- 16 settembre - Danielle Cox, calciatrice inglese
- 16 settembre - Debora Fragni, calciatrice italiana
- 16 settembre - Derek Guimond, pallavolista statunitense
- 16 settembre - Joseph-Claude Gyau, calciatore statunitense
- 16 settembre - Nick Jonas, cantautore, attore e musicista statunitense
- 16 settembre - Amos Kipruto, maratoneta keniota
- 16 settembre - Jonas Knudsen, calciatore danese
- 16 settembre - Yumiko Mochimaru, ex pallavolista giapponese
- 16 settembre - Lorenzo Molinaro, cestista italiano
- 16 settembre - Guaynaa, rapper e cantante portoricano
- 16 settembre - Jake Roche, cantante e attore inglese
- 16 settembre - Manōlīs Rovithīs, calciatore greco
- 16 settembre - Daniel Stock, fondista norvegese
- 16 settembre - Chase Stokes, attore statunitense
- 16 settembre - Niv Sultan, attrice e modella israeliana
- 17 settembre - Darion Atkins, cestista statunitense
- 17 settembre - Stefano Baruffaldi, ex sciatore alpino italiano
- 17 settembre - Khalid Boukichou, cestista marocchino
- 17 settembre - Laura Bourgouin, calciatrice francese
- 17 settembre - Philip Doyle, canottiere e hockeista su ghiaccio irlandese
- 17 settembre - William Guténius, cestista svedese
- 17 settembre - Elena Jakovišina, ex sciatrice alpina russa
- 17 settembre - Kemar Lawrence, calciatore giamaicano
- 17 settembre - Liu Jiayu, snowboarder cinese
- 17 settembre - Elguja Lobjanidze, calciatore georgiano
- 17 settembre - Alfonzo McKinnie, cestista statunitense
- 17 settembre - Haley Peters, cestista statunitense
- 17 settembre - Lauren Plum, pallavolista statunitense
- 17 settembre - Danny Ramirez, attore statunitense
- 17 settembre - José Ramírez, giocatore di baseball dominicano
- 17 settembre - I Sansoni, comico italiano
- 17 settembre - Bruno Sepúlveda, calciatore argentino
- 17 settembre - Ylva Stålnacke, ex sciatrice alpina svedese
- 17 settembre - Toğrul Əsgərov, lottatore azero
- 18 settembre - Nicușor Bancu, calciatore rumeno
- 18 settembre - Anthony Bardaro, hockeista su ghiaccio canadese
- 18 settembre - Giada Benazzi, giocatrice di beach volley e pallavolista italiana
- 18 settembre - Loris Brogno, calciatore belga
- 18 settembre - Giordana Duca, rugbista a 15 italiana
- 18 settembre - Brendan Hamill, calciatore australiano
- 18 settembre - Kendra Harrison, ostacolista statunitense
- 18 settembre - Yūta Itō, calciatore giapponese
- 18 settembre - Javier Justiz, ex cestista cubano
- 18 settembre - Kim Yong-gwang, calciatore nordcoreano
- 18 settembre - Marissa Lenti, doppiatrice statunitense
- 18 settembre - Joji, cantautore, produttore discografico e youtuber giapponese
- 18 settembre - Foued Mohamed-Aggad, terrorista francese († 2015)
- 18 settembre - Timothey N'Guessan, pallamanista francese
- 18 settembre - Troy Niklas, giocatore di football americano statunitense
- 18 settembre - Ulukmanapo, rapper kirghiso
- 18 settembre - Simon Thern, calciatore svedese
- 18 settembre - Shara Venegas, pallavolista portoricana
- 18 settembre - Akari Watanabe, pallavolista giapponese
- 19 settembre - V"jačeslav Bobrov, cestista ucraino
- 19 settembre - Prichard Colón, ex pugile portoricano
- 19 settembre - Hollie Davidson, arbitro di rugby a 15 scozzese
- 19 settembre - Javier Espinosa, ex calciatore spagnolo
- 19 settembre - Srđan Grahovac, calciatore bosniaco
- 19 settembre - Erin Jackson, pattinatrice di velocità su ghiaccio statunitense
- 19 settembre - Lisa-Marie Karlseng Utland, ex calciatrice norvegese
- 19 settembre - Felix Klaus, calciatore tedesco
- 19 settembre - Jiro Kuroshio, wrestler giapponese
- 19 settembre - Brandley Kuwas, calciatore olandese
- 19 settembre - Jordi Masó, ex calciatore spagnolo
- 19 settembre - Emma Mukandi, calciatrice scozzese
- 19 settembre - Anzu Nagai, attrice e doppiatrice giapponese
- 19 settembre - Lasse Petry, ex calciatore danese
- 19 settembre - Diego Reyes, calciatore messicano
- 19 settembre - Firew Solomon, calciatore etiope
- 19 settembre - Larry Vásquez, calciatore colombiano
- 19 settembre - Deyver Vega, calciatore costaricano
- 19 settembre - Marc Vucinovic, ex calciatore tedesco
- 20 settembre - Ondřej Balvín, cestista ceco
- 20 settembre - Dylan Borlée, velocista belga
- 20 settembre - Bedopassa Buassat, lottatore guineense
- 20 settembre - Roberto Correa, calciatore spagnolo
- 20 settembre - Leul Gebresilase, maratoneta e mezzofondista etiope
- 20 settembre - Joel Johnson, calciatore spagnolo
- 20 settembre - Kaleemullah Khan, ex calciatore pakistano
- 20 settembre - Stefan Panić, calciatore serbo
- 20 settembre - Peter Prevc, ex saltatore con gli sci sloveno
- 20 settembre - Safura, cantante e sassofonista azera
- 20 settembre - Amidu Salifu, ex calciatore ghanese
- 20 settembre - Ryōgo Yamasaki, calciatore giapponese
- 20 settembre - Michał Żyro, ex calciatore polacco
- 21 settembre - Alireza Beiranvand, calciatore iraniano
- 21 settembre - Roman Buess, calciatore svizzero
- 21 settembre - Ludovico Carminati, ex pallavolista italiano
- 21 settembre - Dīmītrīs Chatzīīsaias, calciatore greco
- 21 settembre - Slow J, rapper e produttore discografico portoghese
- 21 settembre - Lucian Dumitriu, calciatore rumeno
- 21 settembre - Lucas Englander, attore austriaco
- 21 settembre - Jacek Góralski, calciatore polacco
- 21 settembre - Treyvon Hester, giocatore di football americano statunitense
- 21 settembre - Aleksander Aamodt Kilde, sciatore alpino norvegese
- 21 settembre - Chen, cantante sudcoreano
- 21 settembre - Souleymane Koanda, calciatore burkinabé
- 21 settembre - Devyn Marble, cestista statunitense
- 21 settembre - Kabange Mupopo, velocista e calciatrice zambiana
- 21 settembre - Marija Muzyčuk, scacchista ucraina
- 21 settembre - Arlissa, cantautrice britannica
- 21 settembre - Johan Sundström, hockeista su ghiaccio svedese
- 21 settembre - Matías Tellechea, calciatore uruguaiano
- 21 settembre - Eirik Ulland Andersen, calciatore norvegese
- 22 settembre - Mateo Acosta, calciatore argentino
- 22 settembre - Marius Amundsen, calciatore norvegese
- 22 settembre - Veronica Bitto, attrice italiana
- 22 settembre - Hamoon Derafshipour, karateka iraniano
- 22 settembre - Philip Hindes, pistard britannico
- 22 settembre - Fabián Jaimes, cestista messicano
- 22 settembre - Bob Jungels, ciclista su strada lussemburghese
- 22 settembre - Kacper Majchrzak, nuotatore polacco
- 22 settembre - Lauren Patten, attrice statunitense
- 22 settembre - Anke Preuß, calciatrice tedesca
- 22 settembre - Miguel Antonio Pérez, calciatore colombiano
- 22 settembre - Benedikt Saller, calciatore tedesco
- 22 settembre - Maruschka Waldus, calciatrice olandese
- 22 settembre - Ariana Williams, pallavolista statunitense
- 22 settembre - Ruslan Černenko, calciatore ucraino
- 23 settembre - Farshad Ahmadzadeh, calciatore iraniano
- 23 settembre - Tim Albutat, calciatore tedesco
- 23 settembre - Linda Angounou, ostacolista e velocista camerunese
- 23 settembre - Taras Bondarenko, calciatore ucraino
- 23 settembre - Marco Caminati, giocatore di beach volley italiano
- 23 settembre - Sambinha, calciatore portoghese
- 23 settembre - Loïc Chetout, ex ciclista su strada francese
- 23 settembre - Ángelo Gabrielli, calciatore uruguaiano
- 23 settembre - Angel Garza, wrestler messicano
- 23 settembre - Adam Gotsis, giocatore di football americano australiano
- 23 settembre - Pere Milla, calciatore spagnolo
- 23 settembre - Josh Mullin, calciatore scozzese
- 23 settembre - Antonio Nibali, ex ciclista su strada italiano
- 23 settembre - Rees Odhiambo, giocatore di football americano keniota
- 23 settembre - Oğuzhan Özyakup, ex calciatore olandese
- 23 settembre - Josh Pritchard, ex calciatore gallese
- 23 settembre - Finn Russell, rugbista a 15 britannico
- 23 settembre - D'Joun Smith, giocatore di football americano statunitense
- 23 settembre - Jed Steer, calciatore inglese
- 23 settembre - Iván Sánchez Aguayo, calciatore spagnolo
- 23 settembre - José Luís Mendes Lopes, calciatore guineense
- 24 settembre - Chane Behanan, ex cestista statunitense
- 24 settembre - Francesca Cauz, ex ciclista su strada e ciclocrossista italiana
- 24 settembre - Robert Galloway, tennista statunitense
- 24 settembre - Timmy Jernigan, giocatore di football americano statunitense
- 24 settembre - Marilina Marino, attrice italiana
- 24 settembre - Debora Pixner, sciatrice freestyle italiana
- 24 settembre - Jack Sock, ex tennista statunitense
- 24 settembre - Edwin Sydney Vanspaul, calciatore indiano
- 25 settembre - Mirza Alibegović, cestista italiano
- 25 settembre - Álvaro Ampuero, calciatore peruviano
- 25 settembre - Stephanie Breitner, calciatrice tedesca
- 25 settembre - Jonathan Clauss, calciatore francese
- 25 settembre - Willy Delajod, arbitro di calcio francese
- 25 settembre - Teddy Swims, cantautore statunitense
- 25 settembre - Mulern Jean, ostacolista haitiana
- 25 settembre - Kim Jang-mi, tiratrice a segno sudcoreana
- 25 settembre - Iori Kogawa, pornostar giapponese
- 25 settembre - Amit Kolton, giocatore di football americano israeliano
- 25 settembre - Massimo Luongo, calciatore australiano
- 25 settembre - Pierre Oriola, cestista spagnolo
- 25 settembre - Junoflo, rapper sudcoreano
- 25 settembre - Mirko Quinz, ex hockeista su ghiaccio italiano
- 25 settembre - Roko Rogić, cestista croato
- 25 settembre - Rosalía, cantautrice, produttrice discografica e attrice spagnola
- 25 settembre - Lisa Sauermann, matematica tedesca
- 25 settembre - Charlie Uhrle, calciatore samoano americano
- 25 settembre - Rodrigo Dantas, ex giocatore di football americano brasiliano
- 26 settembre - Filip Bednarek, calciatore polacco
- 26 settembre - Gonzalo Bettini, calciatore argentino
- 26 settembre - Robert Brown, ex cestista statunitense
- 26 settembre - Valerio Grazini, tiratore a volo italiano
- 26 settembre - Byron Jones, giocatore di football americano statunitense
- 26 settembre - Lee Ju-yong, calciatore sudcoreano
- 26 settembre - Patrick McEleney, calciatore nordirlandese
- 26 settembre - Mike Person, ex giocatore di football americano e allenatore di football americano statunitense
- 26 settembre - Manolom Phomsouvanh, ex calciatore laotiano
- 26 settembre - Cristiano Piccini, calciatore italiano
- 26 settembre - Valentin Prades, pentatleta francese
- 26 settembre - Zhansay Smagulov, judoka kazako
- 26 settembre - Marcelo Tapia, calciatore uruguaiano
- 26 settembre - Laken Tomlinson, giocatore di football americano giamaicano
- 26 settembre - Russ, rapper, cantante e produttore discografico statunitense
- 27 settembre - Giulia Bresciani, pallavolista italiana
- 27 settembre - Luc Castaignos, ex calciatore olandese
- 27 settembre - Ricardo Clarke, calciatore panamense
- 27 settembre - Vito Coppola, ballerino e personaggio televisivo italiano
- 27 settembre - Kelanbaike Makan, cestista cinese
- 27 settembre - Sam Lerner, attore statunitense
- 27 settembre - Gabadinho Mhango, calciatore malawiano
- 27 settembre - Ryan O'Shaughnessy, cantante e attore irlandese
- 27 settembre - Pak Kwang-ryong, calciatore nordcoreano
- 27 settembre - Adam Pazio, calciatore polacco
- 27 settembre - Adilson Bahia, calciatore brasiliano
- 27 settembre - Gabriel Vasconcelos Ferreira, calciatore brasiliano
- 27 settembre - Granit Xhaka, calciatore svizzero
- 27 settembre - Andrés Zúñiga, giocatore di calcio a 5 colombiano
- 28 settembre - Cristián Marcelo Álvarez, calciatore argentino
- 28 settembre - Adeline Baud, ex sciatrice alpina francese
- 28 settembre - Khem Birch, cestista canadese
- 28 settembre - Frauches, ex calciatore brasiliano
- 28 settembre - Keir Gilchrist, attore britannico
- 28 settembre - Jomar, calciatore brasiliano
- 28 settembre - Rolandas Jakštas, cestista lituano
- 28 settembre - Sandro Jenal, ex sciatore alpino svizzero
- 28 settembre - Alex Landi, attore statunitense
- 28 settembre - Luís Gustavo Ledes, calciatore portoghese
- 28 settembre - Tyler Lockett, giocatore di football americano statunitense
- 28 settembre - Stefano Magnasco, calciatore cileno
- 28 settembre - Skye McCole Bartusiak, attrice statunitense († 2014)
- 28 settembre - Luc Meacham, giocatore di football americano statunitense
- 28 settembre - Ignasi Miquel, calciatore spagnolo
- 28 settembre - Strahinja Mićović, cestista serbo
- 28 settembre - Filip Modelski, ex calciatore polacco
- 28 settembre - Paula Ormaechea, tennista argentina
- 28 settembre - Ğūsman Qyrğyzbaev, judoka kazako
- 28 settembre - Luis Alberto Romero Alconchel, calciatore spagnolo
- 28 settembre - Aboubacar Thomas Sylla, lottatore guineano
- 28 settembre - Adam Thompson, calciatore nordirlandese
- 28 settembre - Kōko Tsurumi, ginnasta giapponese
- 28 settembre - J.R. Villarreal, attore statunitense
- 28 settembre - Tomáš Vyoral, cestista ceco
- 29 settembre - Sultan Al Enezi, calciatore kuwaitiano
- 29 settembre - Anthony Cáceres, calciatore australiano
- 29 settembre - Arthur Edwards, ex cestista statunitense
- 29 settembre - Cardale Jones, giocatore di football americano statunitense
- 29 settembre - Johann Lengoualama, calciatore gabonese
- 29 settembre - Leonie Maier, ex calciatrice tedesca
- 29 settembre - Aḩtam Nazarov, calciatore tagiko
- 29 settembre - Dadi Nicolas, giocatore di football americano haitiano
- 29 settembre - Luís Manuel Costa Silva, calciatore portoghese
- 29 settembre - Hendrik Somaeb, calciatore namibiano
- 29 settembre - Leonel Strumia, calciatore argentino
- 29 settembre - Marcello Trotta, calciatore italiano
- 29 settembre - Sayaka Tsutsui, pallavolista giapponese
- 29 settembre - Bert Van Lerberghe, ciclista su strada belga
- 29 settembre - Viktor Zarjažko, cestista russo
- 30 settembre - Mikiko Andō, sollevatrice giapponese
- 30 settembre - Alejandro Cabrera, calciatore argentino
- 30 settembre - Marco Cecchinato, tennista italiano
- 30 settembre - Alessandro Cerigioni, calciatore belga
- 30 settembre - Cyrus Christie, calciatore giamaicano
- 30 settembre - Chris Crawford, cestista statunitense
- 30 settembre - Giulia Ferrandi, calciatrice e ex giocatrice di calcio a 5 italiana
- 30 settembre - Virginia Galbiati, ex cestista italiana
- 30 settembre - Bria Hartley, cestista statunitense
- 30 settembre - Bodine Koehler, modella portoricana
- 30 settembre - Lee Ji-hyun, goista sudcoreano
- 30 settembre - Pimchanok Luevisadpaibul, attrice e modella thailandese
- 30 settembre - Diego Mendoza, ex calciatore argentino
- 30 settembre - Ezra Miller, attore statunitense
- 30 settembre - Emiliano Romero Clavijo, calciatore uruguaiano
- 30 settembre - Jalen Saunders, giocatore di football americano statunitense
- 30 settembre - Johannes Voigtmann, cestista tedesco